# Lisa Nordén
Elina Elisabeth Nordén –coneguda com a Lisa Nordén– (Kristianstad, 24 de novembre de 1984) és una esportista sueca que competeix en triatló.
Va participar en els Jocs Olímpics de Londres 2012, obtenint la medalla de plata en la prova femenina individual. Als Jocs Europeus de Bakú 2015 va guanyar una medalla de bronze.
Ha guanyat tres medalles al Campionat Mundial de Triatló entre els anys 2009 i 2012, i dues medalles de bronze al Campionat Europeu de Triatló, els anys 2008 i 2010.

## Palmarès internacional
| Jocs Olímpics     | Jocs Olímpics            | Jocs Olímpics | Jocs Olímpics |
| Any               | Lloc                     | Medalla       | Prova         |
| ----------------- | ------------------------ | ------------- | ------------- |
| 2012              | Londres ( Regne Unit)    | 2             | Individual    |
| Campionat Mundial |                          |               |               |
| Any               | Lloc                     | Medalla       | Prova         |
| 2009              | Gold Coast ( Austràlia)  | 2             | Individual    |
| 2010              | Budapest ( Hongria)      | 3             | Individual    |
| 2012              | Auckland ( Nova Zelanda) | 1             | Individual    |
| Jocs Europeus     |                          |               |               |
| Any               | Lloc                     | Medalla       | Prova         |
| 2015              | Bakú ( Azerbaidjan)      | 3             | Individual    |
| Campionat Europeu |                          |               |               |
| Any               | Lloc                     | Medalla       | Prova         |
| 2008              | Lisboa ( Perú)           | 3             | Individual    |
| 2010              | Athlone ( Irlanda)       | 3             | Individual    |